# Industria cervecera en Cantabria
La industria cervecera en Cantabria tiene una historia de 230 años, puesto que se ha venido desarrollando en la región desde finales del siglo XVIII hasta la actualidad, con un paréntesis de treinta años desde finales de los 70 del siglo XX hasta finales de la primera década del siglo XXI. Sus polos principales han sido Santander desde 1783 hasta 1979, y hoy en día, diversas localidades de la región como Liérganes (desde 2008), Santoña (desde 2010), Torrelavega y Reocín (desde 2012), así como Hinojedo (Suances), Pontejos (Marina de Cudeyo)  y Ampuero (desde 2014), Camargo (desde 2015) y Colindres (desde 2016) que cuentan con cervecerías de producción artesanal; siendo Cantabria una de las regiones de España con más empresas dedicadas a la producción de cerveza actualmente.

## Comienzos de la industria: 1783-1800

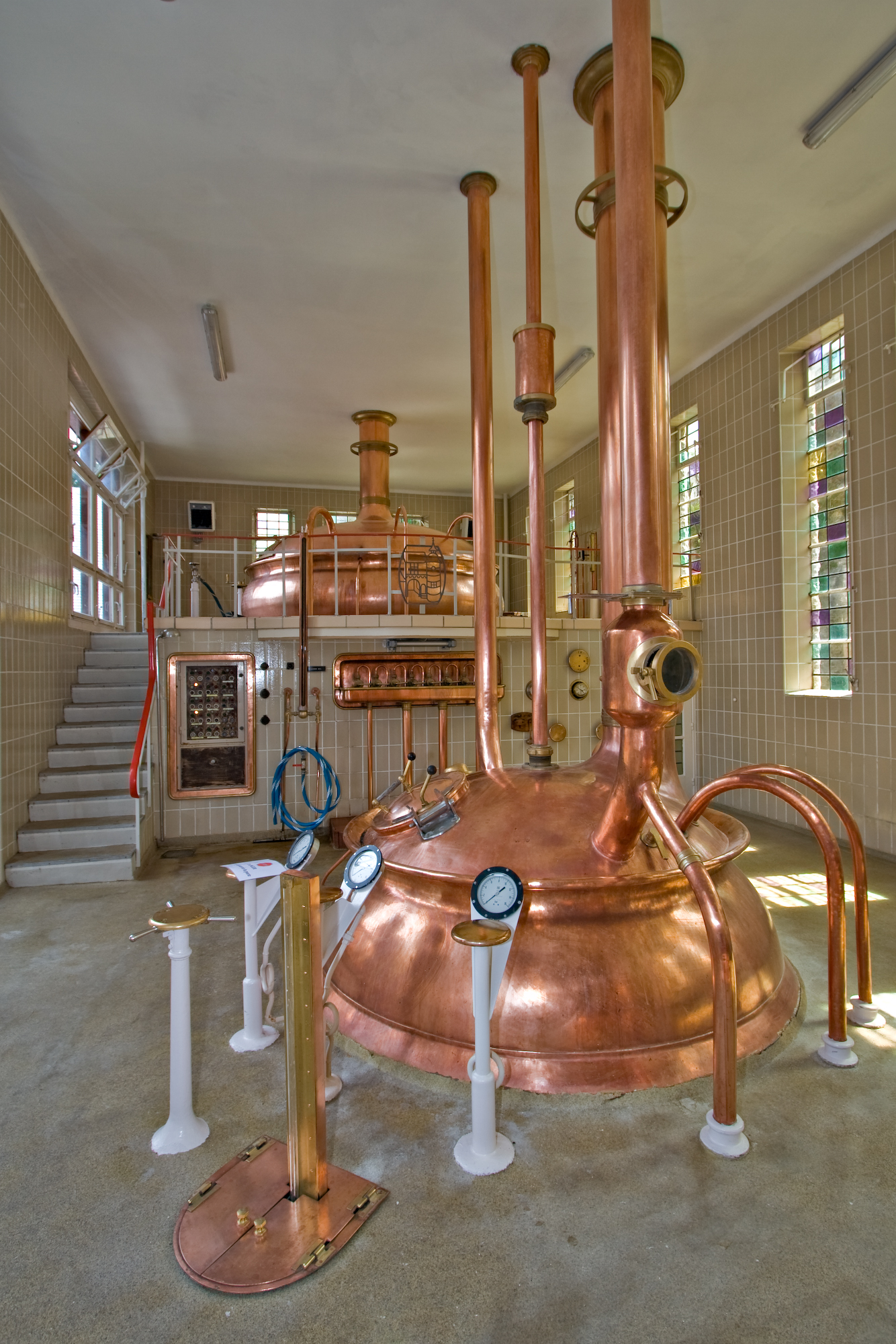
Alambiques en una fábrica belga de cerveza, probablemente similares a los utilizados en Cantabria

La industria cervecera consiguió en sus primeros quince años de vida ser la principal industria de la ciudad de Santander. Desde la primera instalación fabril, que data de 1783, se da un boom en la industria, y para 1801 ya hay cuatro fábricas en la ciudad, que además pronto se empiezan a servir de industrias anejas como la de la fabricación de botellas de vidrio.
La primera fábrica de cerveza, la de Zuloaga se instala en Becedo, siendo su dueño José de Zuloaga y con dos maestros ingleses al frente de la producción, Nerschcot y Hogley. Esta es por espacio de tres años la única fábrica en Cantabria, y en ese espacio de tiempo consigue algunos derechos que ayudan en su desarrollo: así en 1785 logra estar libre de impuestos para la venta en la propia fábrica y, lo que es aún más importante, para el embarque en el puerto con destino a América.
En 1786, al año siguiente de lograr este privilegio la fábrica de Zuloaga, se instala en Santander una segunda fábrica de cerveza, la de Campo. Esta fábrica, instalada en Cañadío, pertenece a Antonio del Campo, Conde de Campogiro, quien también pone al frente a un británico, Thomas Webb. La fábrica de Campo pronto consigue también algunos privilegios: en 1790 consigue de la corona la concesión del título de Real. Esta fábrica, que se nutría con cebada de Castilla o importada de Francia y con lúpulo de Cantabria, también exporta su producción a América.
La siguiente fábrica que se instala es la de Lienzo, perteneciente a Clara Lienzo y su esposo Francisco Javier Martínez. Esta fábrica, instalada en el barrio de Miranda de la capital santanderina, pasa en 1792 a manos de Juan González de Arce.
La última fábrica que aparece en la ciudad es la denominada La Austríaca de Cervezas, que lo hace en 1797 en el barrio de Campogiro (Peñacastillo) y pertenece como la de Campo al Conde de Campogiro. Esta se convertiría con el paso del tiempo en una de las dos fábricas con más historia de la región, hasta bien pasada la primera mitad del siglo XX.

## La consolidación de la industria: 1800-1917

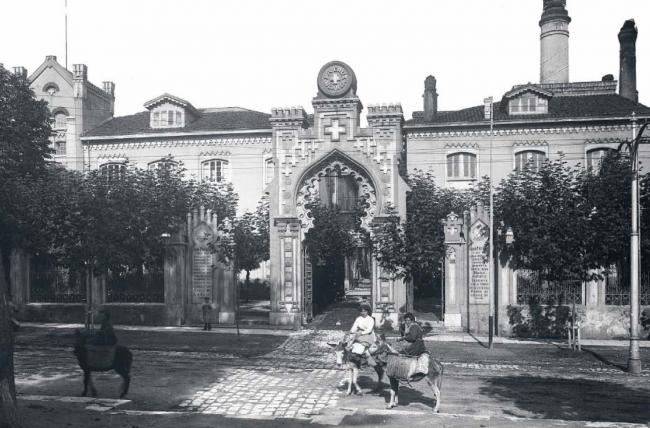
Fábrica de cervezas La Cruz Blanca de Santander a principios del (colección Thomas)

Para 1801 ya hay instaladas en Santander cuatro fábricas de cerveza (en Becedo, Cañadío, Miranda y Campogiro), que exportan sus productos a América (Cuba, Luisiana, México y Venezuela principalmente) y presumen de resistir la comparación con las cervezas inglesas de Bristol.
A mediados del siglo XIX aparece la fábrica que al cabo del tiempo sería más conocida fuera de la región por la expansión que llegó a alcanzar: La Cruz Blanca. Esta fábrica se instala en 1860 en la zona de San Fernando de Santander, perteneciendo a Matossi, Franconi y Cía., empresarios de origen suizo de los que toma su símbolo: una cruz griega blanca sobre fondo rojo (como la bandera del país helvético). En 1878 La Cruz Blanca introduce nuevas tecnologías en la fábrica, pasando a pertenecer a Meng y Cía. Para 1890 la cerveza ya ha ganado medallas de oro y diplomas en el Reino Unido (1889), Francia (1889) y Bélgica (1890), es proveedora de la Casa Real y en la factoría se producen cervezas de tipo Imperial, Bock, Morena y de Mesa además de hielo industrial y gaseosas.
En 1863 se instala una nueva fábrica de cerveza, la de Gutiérrez y Cía., localizada también en la capital de Cantabria. Esta sería la última fábrica que se instalaría en la región por espacio de 148 años, y la última que lo haría en Santander.
José Simón Cabarga en su obra Santander, Sidón Ibera de 1956 cita tres fábricas en activo en el año 1875: La Cruz Blanca, La Montañesa y Santa Bárbara; curiosamente no se cita a La Austríaca.
En esta época se empiezan a consolidar las dos principales empresas cerveceras de Cantabria, La Austríaca y La Cruz Blanca. Ambas se convierten en Sociedades Anónimas, La Austríaca en 1897 y La Cruz Blanca en 1909. Para principios del siglo XX ya solo quedan estas dos fábricas, y para evitar competir entre ellas (bajando el precio del producto) se fusionan en 1917, aunque conservando cada una sus marcas comerciales. Justo antes de esta fusión, en 1912, La Cruz Blanca ya había empezado su expansión fuera de la región comprando la fábrica de cervezas San Juan de Valladolid.

## Expansión de la industria fuera de Cantabria: 1917-1938
Como resultado de la fusión de La Cruz Blanca y La Austríaca de Cervezas en 1917 surge una nueva sociedad, Cervezas de Santander, SA, con dos fábricas en Santander y una en Valladolid. Esta nueva sociedad prosigue su proceso de expansión hasta el comienzo de la Guerra Civil. Así en 1922 se hace con la fábrica La Gaditana de Cádiz y dos años más tarde (1924) hace lo propio con La Leonesa, de Trobajo del Camino (León), e inaugura una nueva planta en Vigo. Ya en la década de los 30 Cervezas de Santander compra las fábricas de El Gallo (Salamanca), Santa Bárbara, la más antigua de Madrid (datando de 1815) y Gambrinus de Valladolid. Estas tres últimas adquisiciones se realizan en 1930, 1932 y 1938 respectivamente.
Como resultado de estas adquisiciones, Cervezas de Santander entra en la posguerra española con fábricas en Cantabria (Santander), Castilla (Valladolid), Andalucía (Cádiz), León (Trobajo del Camino y Salamanca), Galicia (Vigo) y Madrid.

## El final deCervezas de Santander SA: 1940-1979
Acabada la Guerra Civil, la industria cervecera de Cantabria continua expandiéndose fuera de la región al crear nuevas fábricas (en Madrid en 1956, en Cádiz 1961 y en Breda, Gerona en 1964) o adquirir otras empresas (Santiponce de Sevilla en 1962 y Franquelo de Málaga en 1976). Durante este periodo también intenta establecer una nueva factoría en Valencia, pero la empresa cervecera local El Águila logra impedirlo.
Con estas adquisiciones y nuevas fábricas, y al entrar capital extranjero en la empresa, las marcas tradicionales de la compañía van desapareciendo: primero La Austríaca y después, poco a poco, La Cruz Blanca, que al final solo se comercializa en Santander, Valladolid y Cádiz hasta su desaparición. En cambio Cervezas de Santander comercializa nuevos nombres como Breda y Miss Black, en su fábrica de Gerona, y Skol en sus fábricas de Gerona y Madrid.
La última adquisición de la empresa cántabra fue la absorción de La Cervecera del Norte, SA, con fábricas en Bilbao y Valencia, en 1976. Esta absorción, que permite, ahora sí, tener una fábrica en Valencia, supone la desaparición de la empresa Cervezas de Santander, SA, que pasa a denominarse Unión Cervecera, SA con sede en Madrid. Al poco tiempo, en 1979, la fábrica santanderina cierra sus instalaciones de San Fernando, poniendo fin a un largo periodo de la industria cervecera en Cantabria (1783-1979). Hay que recordar que anteriormente la fábrica de La Austríaca ya había dejado de producir cerveza en 1921, produciendo malta hasta su cierre definitivo en 1966.

## Etapa sin fábricas y la nueva fábrica de Liérganes: 1980 hasta elsigloXXI
Después del cierre definitivo de las dos fábricas santanderinas en 1966 (La Austríaca) y 1979 (La Cruz Blanca), durante un periodo de casi treinta años, los únicos recuerdos que quedaron en Cantabria de la industria cervecera fueron la cerveza Cruz Blanca, que se siguió comercializando durante los años 1980 para Cantabria, aunque ya no se fabricaba en la región; las dos cervecerías de la ciudad que llevaban el nombre de cada una de las dos fábricas (La Austríaca en el Paseo de Pereda, desaparecida hace escasos años para convertirse en sucursal del Banco de Santander; y La Cruz Blanca en la calle Lope de Vega), y el recuerdo de la fábrica de San Fernando perpetuado en el nombre de la plaza que quedó entre los nuevos edificios de viviendas construidos en su solar, denominada ahora Plaza de las Cervezas.
No es hasta 2006 cuando un empresario británico afincado en la región hace resurgir la industria en Cantabria, con la instalación de una fábrica artesanal en Liérganes. La nueva empresa, Dougall's comercializa cervezas de estilo inglés con variedades negra, tostada y rubia bajo los nombres Leyenda, Tres Mares y 942. Posteriormente, las cervezas Dougall's ya producidas en una nueva fábrica ubicada en un almacén de piensos reconvertido, alcanzan un mercado más amplio a nivel nacional y europeo.

## Microcerveceras yBrewpubsen Cantabria

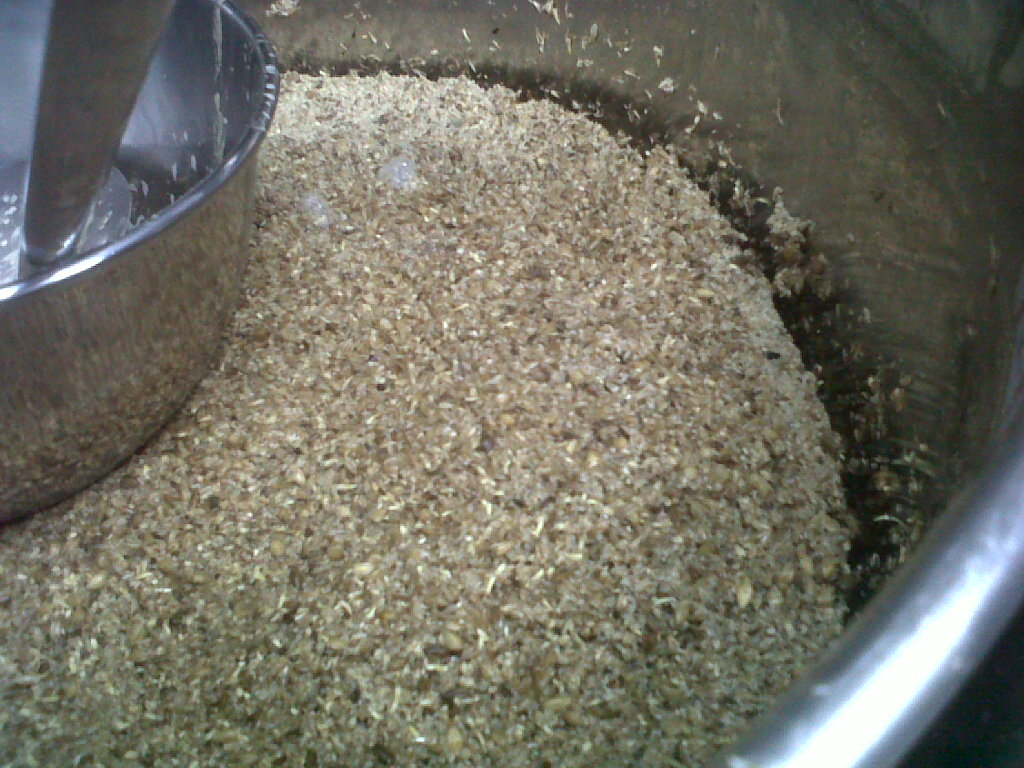
Macerado tradicional

A inicios del siglo XXI, las microcerveceras y brewpubs con métodos de elaboración tradicional se hacen un sitio en el mercado español y, poco a poco, surgen nuevos tipos de cerveza aumentando las alternativas de cara al consumidor en los sabores y aromas de esta bebida, siguiendo las tradiciones de otros países europeos. Cantabria es reflejo de este movimiento; siendo Dougalls el pionero en la región.

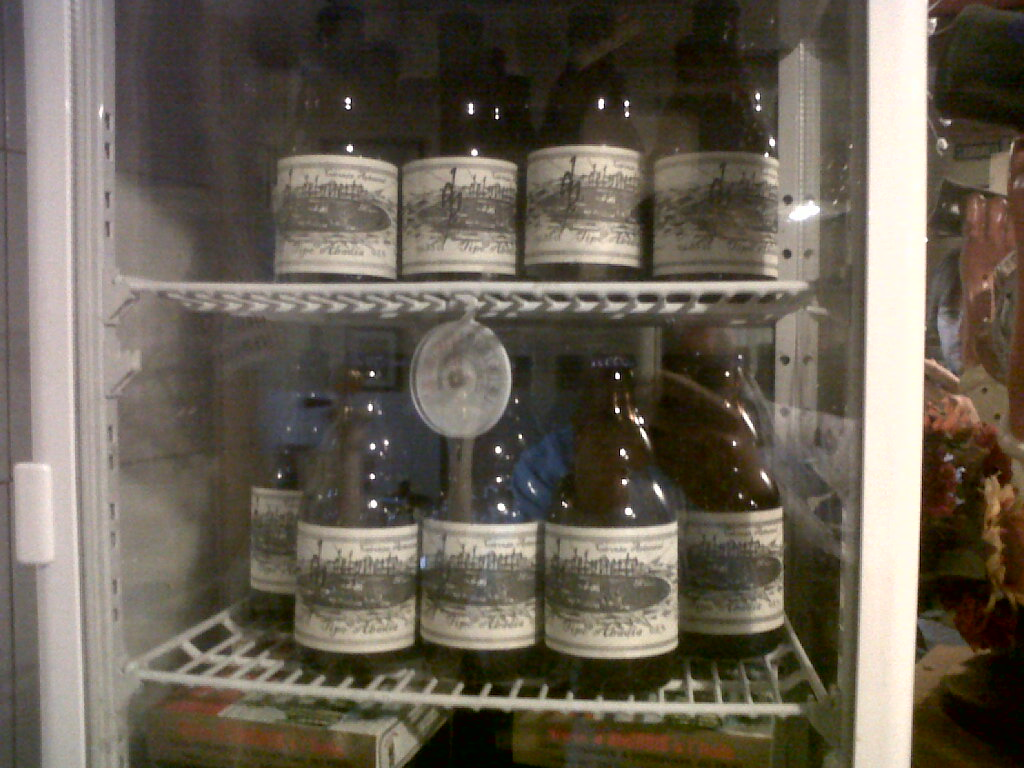
Botellas 33cl Delpuerto (en frío)

Es en el año 2010, en el seno de la villa marinera de Santoña, cuando nace la cerveza Delpuerto, una ale de estilo «abadía», de doble fermentación, elaborada y comercializada en el bodegón taberna La Tasca con una producción limitada por lotes, siendo ofrecida en el local como en un tradicional brewpub, tanto en barril como en botella.
Desde 2012, Torrelavega también cuenta con una fábrica que, con la denominación La Cervezuca, comercializa cervezas de tipo porter (con el nombre de Dr. Porter), tostada (Srta. Pale) y rubia (La Rubia).
En Reocín se encuentra la fábrica de la empresa Estela de Cantabria Cervezas S.L., que en 2013 comenzó a comercializar sus cervezas bajo la marca comercial Colegiata. Actualmente elaboran tres variedades de cerveza, dos rubias (Gold y Estela), una tostada (Reserva) y una Radler (Max Limón). 
Ese mismo año, en Reinosa, Cervezas Ibre comienza a producir una cerveza de estilo «lager».
En 2014, se unen tres nuevas cerveceras a las existentes en la región: Portus Blendium en Hinojedo (Suances), Cervezas La Grúa en Pontejos y Cerveceros del Asón en Ampuero.
En la primavera de 2015 comienza a comercializar sus cervezas la empresa Smach, producidas en sus instalaciones del Polígono de Raos junto al Aeropuerto de Santander en el municipio de Camargo.
El 'Informe Socioeconómico de la Cerveza, 2014' destaca que Cantabria es la quinta provincia -y cuarta autonomía- con más centros cerveceros, solo por detrás de Barcelona, Valencia, Madrid y Alicante.
Ya a finales de 2016, se establece una nueva cervecera en la parte oriental; se trata de la empresa Cervezas El Ayla, cuyo obrador está situado en el casco urbano de la localidad de Santoña.
Una nueva fábrica comienza a elaborar cerveza artesana en Reocín en 2017, se trata de la empresa Redneck Brewery, haciendo un total de 13 empresas en el sector en Cantabria.
En este mapa se puede observar la localización de las diferentes cerveceras (actuales, hasta 2014, e históricas) y brewpubs en Cantabria, recuperando de alguna manera la tradición que industria ha tenido en la región desde el siglo XVIII.